# Берлинско метро
Берлинското метро (на немски: U-Bahn Berlin) е метросистема, проектирана в столицата на Германия – Берлин. То е официално открито на 15 февруари 1902 г. Дължината е 151,7 km. Дневно на Берлинското метро разчитат 1 515 342 души. Междурелсието е стандартното за Европа – 1435 mm. Електрификацията се извършва чрез трета контактна релса, по която тече 750 V прав ток. Около 80% от пътя се намира под земята. Количеството на превозените пътници е 505,2 милиона на година.

## История
В историята на строителството на метрото в Берлин има три основни етапа:
- до 1913 г. – изграждане на тясна профилна мрежа Kleinprofil в Берлин, Шарлотенбург, Шьонеберг и Вилмерсдорф;
- до 1930 г. – начало на строителството на широкопрофилна мрежа, която става основа на първите линии в посока от юг на север в Берлин;
- от 1953 г. – по-нататъшно развитие след Втората световна война.

### Първи етап
Берлинското метро е първото метро в Германия и едно от първите метра в Европа. Неговата история започва през 1880 г. с предложението на Вернер фон Сименс да изгради мрежа от градски влакове в Берлин, преминаващи под земята и по естакада. След продължителни дискусии, които продължават до 1896 г., започва строителството на Берлинското метро. Първата линия е построена изцяло като издигната железопътна линия и минава по естакада. Тя е открита на 15 февруари 1902 г. и свързва Стралауер Тор и Зоологическата градина с малък клон на Потсдамер Плац. До края на годината железопътната линия продължава: до 14 август, на изток до Варшавския мост и на 14 декември, на запад до площад Ернест Рейтер.

### Втори етап
Строителните работи на първия етап са насочени главно към осигуряване на запад-изток, което свързва благоустроените зони във и извън града, които са и най-печеливши. За да стане метрото по-достъпно за средната класа, градът трябва да започне посоките север-юг. Необходимостта от това нараства след 1920 г., когато съседните градове са присъединени към Берлин, за да се създаде така нареченият Голям Берлин. В резултат на сливането няма нужда да се координират много строителни формалности, а на Берлин да се даде повече сила в отношенията с частната „Hochbahngesellschaft“. Градът също така одобрява изграждането на нови маршрути с по-широки влакове, движещи се по стандартната писта „Großprofil“.

## Линии
| Линия | Маршрут                             | Дължина  | Станции |
| ----- | ----------------------------------- | -------- | ------- |
|       | Uhlandstraße – Warschauer Straße    | 8,81 км  | 13      |
|       | Pankow – Ruhleben                   | 20,39 км | 19      |
|       | Nollendorfplatz – Krumme Lanke      | 12,10 км | 15      |
|       | Nollendorfplatz – Innsbrucker Platz | 2,86 км  | 5       |
|       | Alexanderplatz – Hönow              | 18,35 км | 20      |
|       | Hauptbahnhof – Brandenburger Tor    | 1,4 км   | 3       |
|       | Alt-Tegel – Alt-Mariendorf          | 19,88 км | 29      |
|       | Rathaus Spandau – Rudow             | 31,76 км | 40      |
|       | Wittenau – Hermannstraße            | 18,04 км | 24      |
|       | Rathaus Steglitz – Osloer Straße    | 12,52 км | 18      |

## Цени
През 2017 г. цената на един билет за 2 часа с трансфери до метрото и други видове обществен транспорт в Берлин е 2 евро и 80 цента. Входовете на станциите са без бариери, но се валидират билети. Контрольорските проверки се извършват във влаковете. Глобата за пътуване без билет е на стойност 60 евро.